# Estación Dr. Barros Pazos
Dr. Barros Pazos era una estación de ferrocarril ubicada en las áreas rurales del Departamento General Obligado, provincia de Santa Fe, Argentina.
La estación fue habilitada en 1913 por el Ferrocarril Provincial de Santa Fe. Lleva el nombre en memoria del doctor José Barros Pazos, literato, legislador, jurisconsulto y político que sufrió persecuciones en la época rosista, falleció en 1877.

## Servicios
No presta servicios de pasajeros, ni de cargas. Sus vías correspondían al Ramal F14 del Ferrocarril General Belgrano.